# Castelnau-Montratier (commune nouvelle)
Castelnau Montratier is een gemeente in het Franse departement Lot in de regio Occitanie en maakt deel uit van het arrondissement Cahors. De gemeente is op  is op 1 januari 2017 ontstaan met de naam Castelnau Montratier-Sainte Alauzie, door de fusie van de gemeenten Castelnau-Montratier en Sainte-Alauzie. De gemeente telde 1.827 inwoners op 1 januari 2022.. Op 1 januari 2024 werd ze hernoemd naar Castelnau Montratier.

## Geografie
De oppervlakte van Castelnau Montratier-Sainte Alauzie bedroeg op 1 januari 2022 84,76 vierkante kilometer; de bevolkingsdichtheid was toen 21,6 inwoners per km².

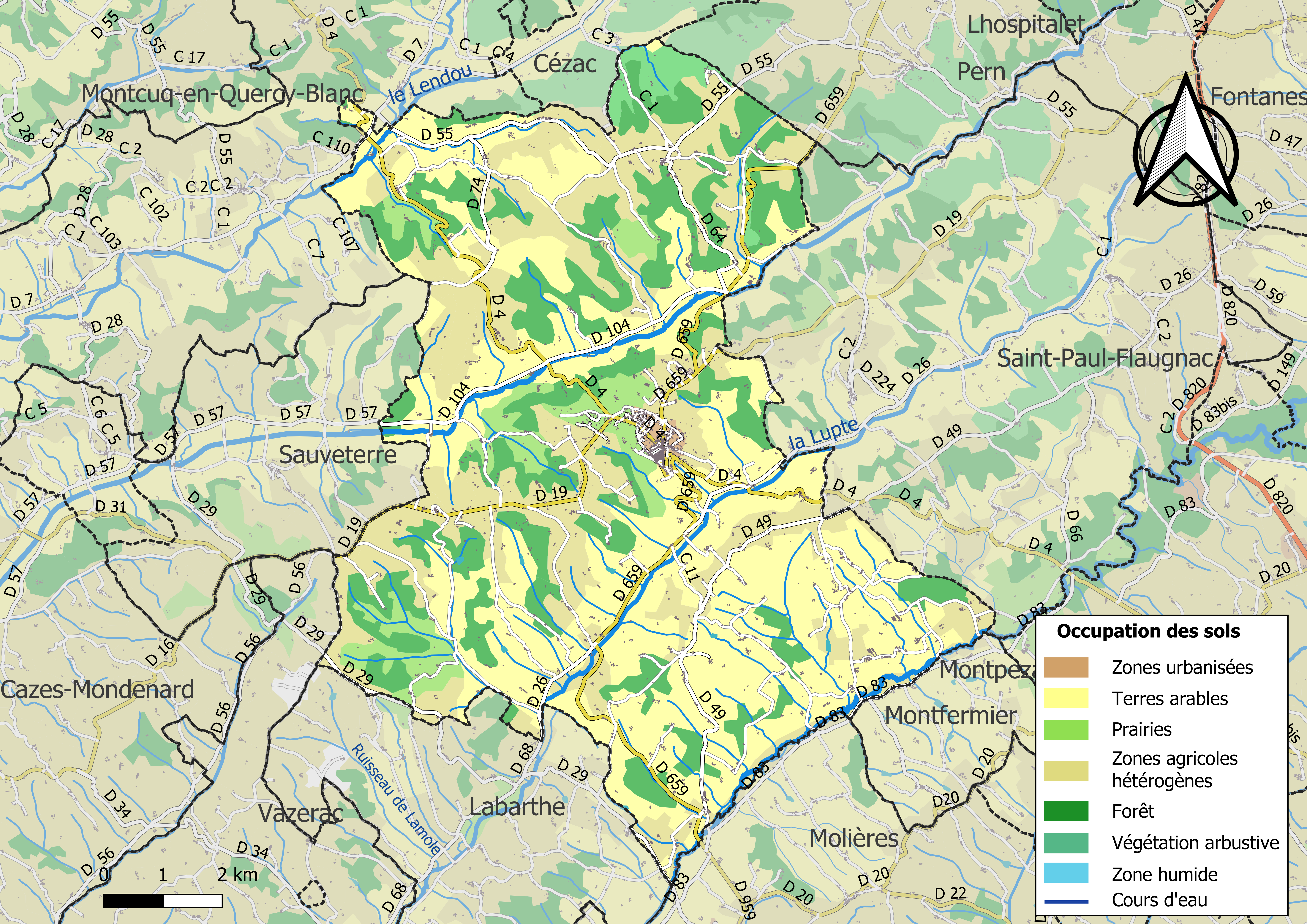
Kaart van de gemeente met de belangrijkste infrastructuur, bodemgebruik en omliggende gemeenten